# Guzmán (nome)
Guzmán  è un nome proprio di persona spagnolo maschile.

## Origine e diffusione
Si tratta di un arcaico nome spagnolo, derivato dall'arabo عثمان (Osman). In parte, rappresenta anche una continuazione di un nome germanico composto da guths ("adatto") e mann ("uomo").

## Onomastico
Il nome è adespota, cioè non è portato da alcun santo, e l'onomastico si può eventualmente festeggiare il 1º novembre, in occasione di Ognissanti. Alternativamente, l'onomastico si può celebrare l'8 agosto, festa di san Domenico di Guzmán.

## Persone
- Guzmán Carriquiry Lecour, avvocato, giornalista e accademico uruguaiano
- Guzmán Pereira, calciatore uruguaiano
- Guzmán Salazar, schermidore cubano

## Il nome nelle arti
- Guzmán de Alfarache è il protagonista dell'omonimo romanzo scritto da Mateo Alemán fra il 1599 e il 1604.